# Dennis Lawrence
Dennis William Lawrence (ur. 1 sierpnia 1974 w Barataria na wyspie Trynidad) – trener i piłkarz pochodzący z Trynidadu i Tobago, grający na pozycji obrońcy.

## Kariera
W 1999 zdobył mistrzostwo Trynidadu i Tobago z zespołem Defence Force. W latach 2001–2009 występował w Anglii, na poziomie trzeciej i czwartej ligi, reprezentując w tym czasie barwy zespołów Wrexham, Swansea City oraz Crewe Alexandra.
W reprezentacji Trynidadu i Tobago zadebiutował 18 marca 2000 w zremisowanym 1:1 meczu el. do MŚ 2002 z Antylami Holenderskimi. W 2001 wygrał z drużyną narodową Puchar Karaibów. 16 listopada 2005 zdobył bramkę w wygranym 1:0 rewanżowym meczu barażu o miejsce na Mistrzostwach Świata 2006 z Bahrajnem, a zwycięstwo to dało Trynidadowi i Tobago awans na mundial.
W 2006 został powołany do kadry na mistrzostwa świata i zagrał na nich we wszystkich spotkaniach swojej drużyny w pełnym wymiarze czasowym: ze Szwecją (0:0), Anglią (0:2) oraz Paragwajem (0:2), a reprezentacja Trynidadu i Tobago odpadła z turnieju po fazie grupowej.

## Statystyki ligowe
| Rozgrywki                 | Kraj   | Poziom | Kluby                                  | Mecze | Gole |
| ------------------------- | ------ | ------ | -------------------------------------- | ----- | ---- |
| Division Two League One   | Anglia | III    | Wrexham, Swansea City, Crewe Alexandra | 229   | 20   |
| Division Three League Two | Anglia | IV     | Wrexham                                | 74    | 3    |